# Porothamnium
Porothamnium là một chi rêu trong họ Neckeraceae.